# Kalavryta
Kalavryta (tiếng Hy Lạp: ?) là một khu tự quản ở vùng Tây Hy Lạp, Hy Lạp. Khu tự quản Kalavryta có diện tích 1058 km², dân số theo điều tra ngày 18 tháng 3 năm 2001 là 13912 người.